# Les Monts Grantez
Les Monts Grantez désignent un dolmen à couloir situé dans la paroisse de Saint-Ouen sur l'île Anglo-Normande de Jersey.

## Historique
Le dolmen fut découvert en 1839 au bord du Chemin des Monts, sur le territoire de la Cueillette de Grantez. Il fut fouillé en 1912.

## Description
Le dolmen des Monts Grantez se compose d'un couloir couvert mesurant 7 m longueur desservant une chambre latérale côté nord et  débouchant sur une chambre principale à peu près ovale constituée de gros blocs en granite. Ce couloir est orienté est-ouest. L'édifice est recouvert de six tables de couverture en granite reposant sur 24 orthostates.
Dans la chambre principale, furent mis au jour les squelettes de six adultes et d'un enfant en position accroupie latérale. Un autre squelette reposant en position assise, soutenu par des pierres, a été retrouvé dans le couloir et les restes épars d'un neuvième individu a été découvert dans la chambre latérale. Les ossements animaux correspondent à des dents de cerfs, chevaux, bovins, moutons et porcs. 
Le mobilier archéologique se compose de cailloux colorés, de coquillages, de tessons de céramique, d'objets lithiques (marteau et objets en silex, fuseau pour la laine) et d'une perle en stéatite.
Le monument mégalithique a été daté du Néolithique moyen (entre 4 000 et 3 250 av. J.-C.).